# Eureka (Kansas)
Eureka é uma cidade localizada no estado americano de Kansas, no Condado de Greenwood.

## Demografia
Segundo o censo americano de 2000, a sua população era de 2914 habitantes.
Em 2006, foi estimada uma população de 2639, um decréscimo de 275 (-9.4%).

## Geografia
De acordo com o United States Census Bureau tem uma área de 5,1 km², dos quais 5,1 km² cobertos por terra e 0,0 km² cobertos por água.

## Localidades na vizinhança
O diagrama seguinte representa as localidades num raio de 32 km ao redor de Eureka.